# Veränderlicher Spaltporling
Der ungenießbare und saprophytisch lebende Veränderliche Spaltporling (Xylodon paradoxus, Syn.: Schizopora paradoxa, Poria versipora) ist eine Pilzart aus der Familie der Spaltporlingsverwandten (Schizoporaceae). Der Porenpilz bildet an liegendem oder stehendem Holz ganz unterschiedlich gestaltete, krustenartige Fruchtkörper aus, die ganzjährig an Laub- und Nadelholz erscheinen.

## Merkmale

### Makroskopische Merkmale
Die hutlosen, krustenartigen (resupinaten) Fruchtkörper bilden anfangs kleine, fleckige Krusten, die bald zusammenfließen und später oft handflächengroße bis mehrere Dezimeter breite Überzüge bilden. An senkrecht stehenden Stämmen oder Ästen bildet der Pilz knotige Vorsprünge oder Anschwellungen, aber niemals richtige Hutkanten aus.
Die Poren können ganz unterschiedlich gestaltet sein. Sie können rundlich, eckig oder auch länglich-labyrinthisch sein. Oft sind  sie auch stark zerschlitzt und wirken deshalb zähnchenartig wie bei einem resupinaten Stachelpilz. An senkrechten Flächen werden meist schräg angeordnete, plattige Zähnchen ausgebildet, während man an liegendem Holz oft eckige oder labyrinthische bis zerschlitzte Poren oder Zähnchen findet. Pro Millimeter werden 1–3 Poren gebildet, die Röhren sind bis zu 4 mm lang und am Rand meist kürzer. Frische Poren sind weißlich bis cremegelblich oder cremegrau, alte sind ockergelb oder durch Algen grün gefärbt. Der Rand ist fein weißfaserig und das Sporenpulver weiß.
Das Fleisch ist blass holzfarben bis weißlich und elastisch bis zäh. Der Geruch und Geschmack ist unauffällig.

### Mikroskopische Merkmale
Die glatten, hyalinen und inamyloiden Sporen sind breitelliptisch und messen 4,5–6 × 2,5–4 µm. Das Hyphensystem ist dimitisch und die Hyphen haben Schnallen.

## Artabgrenzung
Der Veränderliche Spaltporling ist einer unserer häufigsten resupinaten Porlinge. Durch seine außerordentliche Veränderlichkeit kann er leicht mit einer ganzen Reihe von krustenartigen Porenpilzen verwechselt werden. Daher sollte die Bestimmung möglichst mit dem Mikroskop abgesichert werden. Typisch für ihn sind die dünnwandigen Zystidiolen und die mit Kristallen besetzten oder knopfförmig verdickten freien Enden der Skeletthyphen, die von einigen Autoren auch als Zystiden bezeichnet werden. Sehr ähnlich ist der Gelbporige Spaltporling (Schizopora flavipora). Er unterscheidet sich durch seine feineren Röhrenmündungen (3–5 pro mm) und die blass lachsrosa gefärbte Porenschicht. Auch der Milchweiße Eggenpilz (Irpex lacteus) kann makroskopisch sehr ähnlich aussehen.

## Ökologie

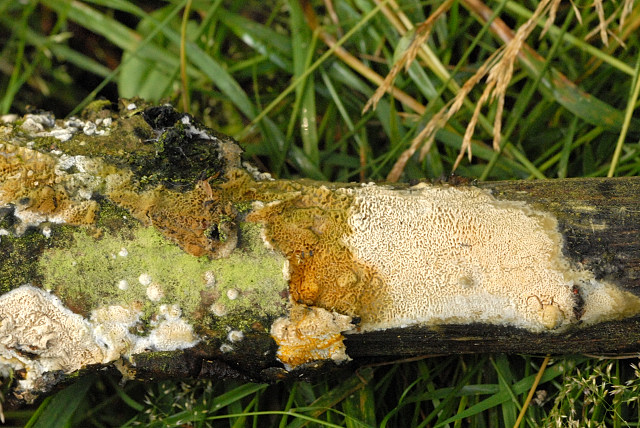
Veränderlicher Spaltporling an einem entrindeten Ast

Der Veränderliche Spaltporling kommt in nahezu allen Ausprägungen der heimischen Laub- und Mischwaldgesellschaften vor. Allerdings findet man ihn vor allem in Rotbuchen- und Eichenmischwäldern, aber auch in verschiedenen Bruch-, Au- und Edellaubwäldern. Daneben kommt er in Tannen- und Fichtenwäldern und in Gebüschen, Fichten- und Kiefernforsten, sowie in Roteichen, Espen-, Pappel- und Obstbaum-Plantagen vor. Ebenso kann er in Hainen, Gärten und Parkanlagen gefunden werden. Eine Bindung an bestimmte Böden ist nicht erkennbar. Die Fruchtkörper kommen häufig auf absterbenden und toten Stämmen, sowie an toten, noch hängenden oder bereits abgefallenen Ästen und Zweigen vor. Diese können noch berindet oder bereits entrindet sein. Der Saprobiont wächst vorwiegend auf Rotbuche, gefolgt von Hainbuche, Eiche und Hasel, relativ selten findet man ihn an Fichte und noch seltener an Tanne und Kiefer. Die Fruchtkörper können das ganze Jahr über gefunden werden, erscheinen aber vor allem im Spätherbst.

## Verbreitung

Europäische Länder mit Fundnachweisen des Veränderlichen Spaltporlings.
Legende:
grün = Länder mit Fundmeldungen
cremeweiß = Länder ohne Nachweise
hellgrau = keine Daten
dunkelgrau = außereuropäische Länder.

Der Pilz ist nahezu weltweit verbreitet. Nachweise gibt es aus Australien, Neuseeland, Nordamerika (Kanada, Mexiko, USA), Zentralamerika (Panama), Südamerika (Brasilien), Asien (Kleinasien, Kaukasus, West- und Ostsibirien, Iran, Nordindien, Japan), Nordafrika (Marokko), den Kanarischen Inseln, den Azoren und Europa.
Der Spaltporling soll in Europa von West (Frankreich, Benelux, Großbritannien), über Mittel- (Schweiz, Österreich, Ungarn, Deutschland, Tschechien, Polen) bis nach Nord-Fennoskandinavien vorkommen. Im Süden findet man ihn von Portugal und Spanien bis nach Griechenland und Bulgarien im Südosten. In Großbritannien ist der Pilz überall häufig und kommt auch auf den Hebriden und Orkney vor. In Norwegen findet man ihn bis zum 70. Breitengrad.
Auch in der Schweiz, Liechtenstein, Österreich und in ganz Deutschland ist der Veränderliche Spaltporling ausgesprochen häufig.

## Bedeutung
Der Veränderliche Spaltporling ist kein Speisepilz.